# Blackstonia acuminata
Blackstonia acuminata é uma espécie de planta com flor pertencente à família Gentianaceae. 
A autoridade científica da espécie é (Koch & Ziz) Domin, tendo sido publicada em Bull. Int. Acad. Tchéque Sci., Cl. Sci. Math. Nat. Méd. 34: 25 (1933).

## Portugal
Trata-se de uma espécie presente no território português, nomeadamente os seguintes táxones infraespecíficos:
- Blackstonia acuminata subsp. acuminata - presente em Portugal Continental. Em termos de naturalidade é nativa da região atrás referida. Não se encontra protegida por legislação portuguesa ou da Comunidade Europeia.
- Blackstonia acuminata subsp. aestiva - presente em Portugal Continental. Em termos de naturalidade é nativa da região atrás referida. Não se encontra protegida por legislação portuguesa ou da Comunidade Europeia.